# La sua fedeltà
La sua fedeltà (His Trust o His Trust: The Faithful Devotion and Self-Sacrifice of an Old Negro Servant) è un cortometraggio muto del 1911 diretto da David Wark Griffith. La storia è basata sul sentimento di fedeltà e di sacrificio di un vecchio servitore negro, interpretato da un attore dipinto di nero. Il seguito della storia verrà ripreso nel film successivo di Griffith, His Trust Fulfilled.

## Trama
Frazier si arruola nell'esercito confederato allo scoppio della guerra. Lascia la moglie e la bambina nelle mani del vecchio e fedele servo negro, chiedendogli di prendersi cura di loro. L'uomo viene ucciso in battaglia, la sua casa saccheggiata e incendiata. Alla sua famiglia non resta altro che l'affetto del servitore che offre la sua capanna alla vedova e all'orfana. L'unica cosa che viene salvata tra le macerie è la spada di Frazier.

## Produzione
Il film fu prodotto dalla Biograph Company. Venne girato a Fort Lee, nel New Jersey.

## Distribuzione
La pellicola - un cortometraggio in una bobina - fu distribuita dalla General Film Company e uscì nelle sale il 16 gennaio 1911. Ne venne fatta una riedizione nel 1916 quando il cortometraggio fu fatto uscire insieme alla seconda parte, His Trust Fulfilled come un film in due rulli.
Copie del film vengono conservate negli archivi del Museum of Modern Art, dell'Academy Film Archive e della Biblioteca del Congresso.